# Electric Jimi Hendrix
Electric Jimi Hendrix jest kompilacją utworów Jimiego Hendrixa, która została wydana pod koniec 1968 roku przez Track Records i natychmiast wycofana ze sprzedaży. Rozprowadzono bardzo niewiele kopii. Album zawiera drugą i czwartą stronę pochodzącą z Electric Ladyland.

## Lista utworów
Autorem wszystkich utworów oprócz „All Along the Watchtower” (Bob Dylan), „Little Miss Strange” (Noel Redding) i „Come On (Part 1)” (Earl King) jest Jimi Hendrix.
| Strona A | Strona A                           | Strona A |
| Nr       | Tytuł utworu                       | Długość  |
| -------- | ---------------------------------- | -------- |
| 1.       | „Still Raining, Still Dreaming”    | 4:25     |
| 2.       | „House Burning Down”               | 4:32     |
| 3.       | „All Along the Watchtower” (Dylan) | 4:00     |
| 4.       | „Voodoo Child (Slight Return)”     | 5:13     |
|          |                                    | 18:10    |

| Strona B | Strona B                        | Strona B |
| Nr       | Tytuł utworu                    | Długość  |
| -------- | ------------------------------- | -------- |
| 1.       | „Little Miss Strange” (Redding) | 2:52     |
| 2.       | „Long Hot Summer Night”         | 3:27     |
| 3.       | „Come On (Part 1)” (King)       | 4:09     |
| 4.       | „Gypsy Eyes”                    | 3:43     |
| 5.       | „Burning of the Midnight Lamp”  | 3:39     |
|          |                                 | 17:50    |

## Twórcy
- Jimi Hendrix – gitara, śpiew, gitara basowa w „All Along the Watchtower”
- Noel Redding – gitara basowa
- Mitch Mitchell – perkusja
- Buddy Miles – perkusja w „Still Raining, Still Dreaming”
- Mike Finnigan – organy w „Still Raining, Still Dreaming”
- Larry Faucette – instrumenty perkusyjne w „Still Raining, Still Dreaming”
- Dave Mason – gitara akustyczna w „All Along the Watchtower”
- Al Kooper – pianino w „Long Hot Summer Night”